# Lope de Aguirre, traidor
Lope de Aguirre, traidor es una obra de teatro del dramaturgo español José Sanchis Sinisterra, estrenada en 1992 y que forma parte de la "Trilogía americana" junto con "Naufragios de Alvar Nuñez" y "El retablo de Eldorado".

## Argumento
Recrea el tramo final de la vida del conquistador español del siglo XVI Lope de Aguirre y sus incursiones en Sudamérica, a través de nueve monólogos de otros tantos de los miembros de la expedición que lo acompañó, intercalados con la lectura de fragmentos de la carta escrita por el conquistador al rey Felipe II de España.

## Montajes
Estrenada en el Teatro María Guerrero de Madrid el 4 de marzo de 1992, con dirección de José Luis Gómez, escenografía de Mario Bernedo, música de Luis Delgado e interpretación de Juan Luis Galiardo, Laura García, Juan Ribó, Carmen Rossi, Blanca Portillo, Carlos Domingo, Bosco Solana, Carlos Alcalde y Jarju Mulie.